# 新廣站

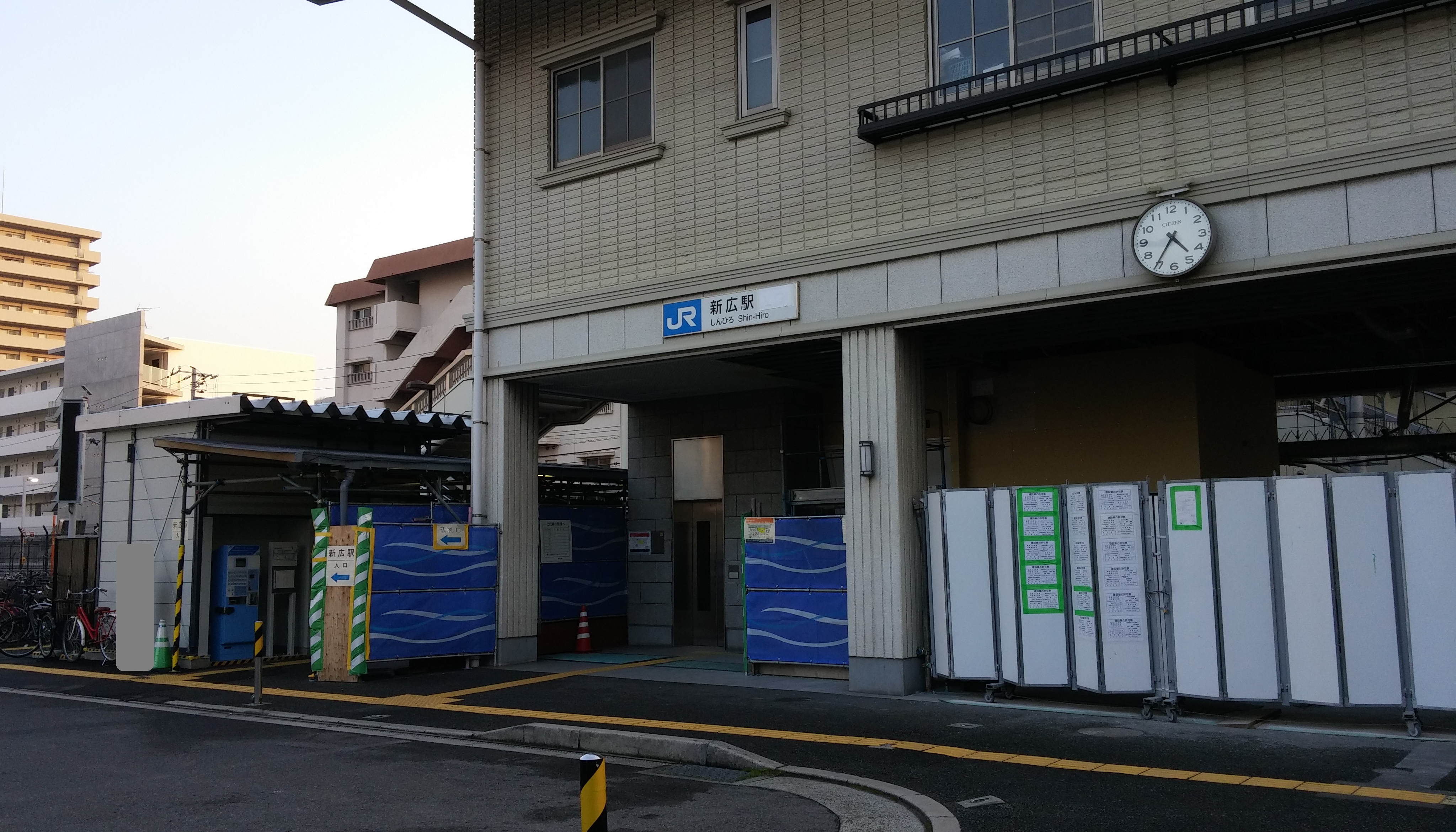
臨時站舍（2017年1月9日）

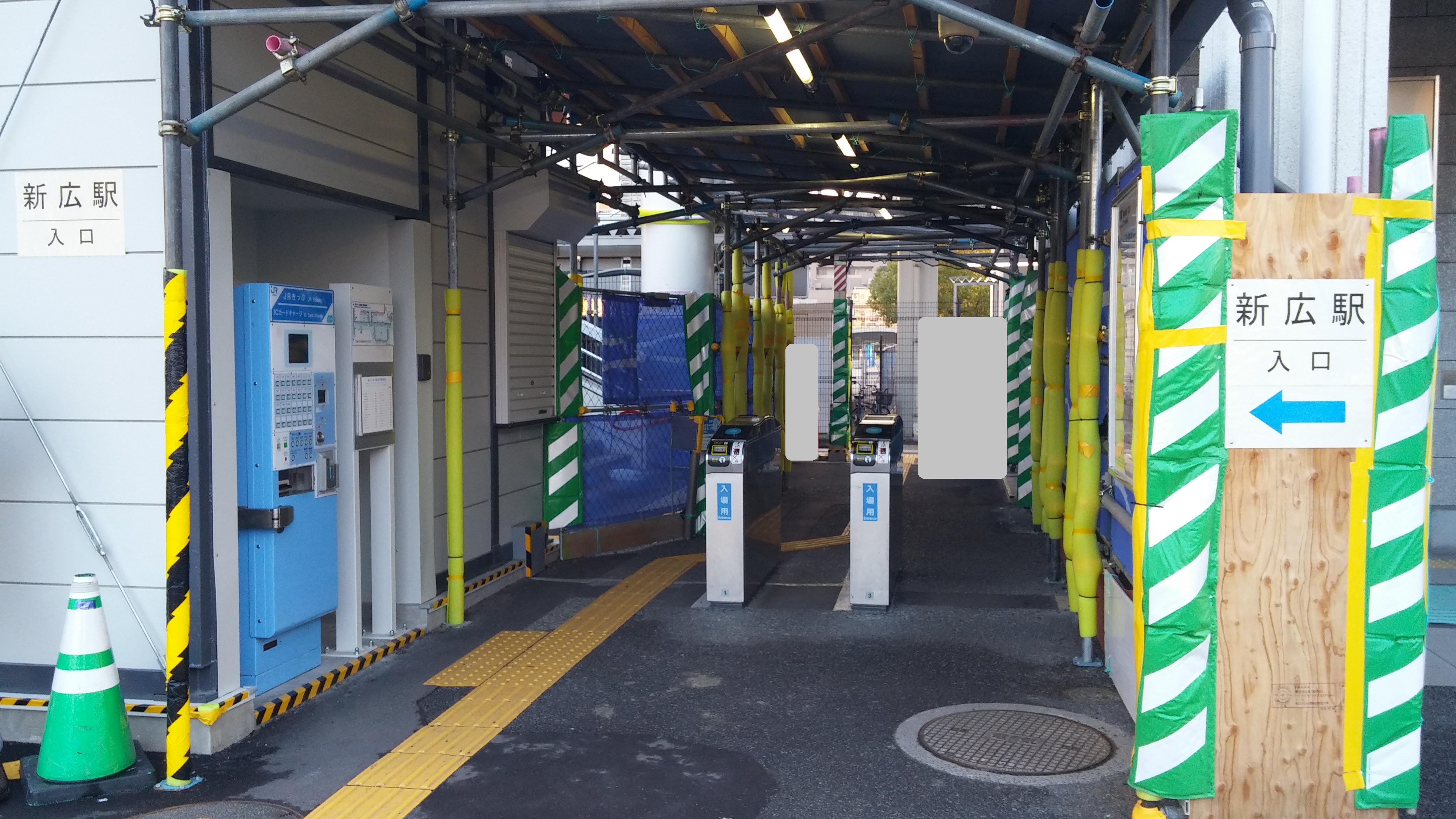
臨時站舍檢票口（2017年1月9日）

新廣站（日语：／ Shinhiro eki */?）位於廣島縣吳市廣古新開二丁目，為西日本旅客鐵道（JR西日本）吳線的鐵路車站。

## 歷史
- 2002年（平成14年）3月23日 - 本站作爲吳線廣站 - 安藝阿賀站間的簡易委託站開業。為快速「安藝路Liner」、「通勤Liner」的停車站。
- 2007年（平成19年） 9月1日 - IC卡「ICOCA」啓用。
- 2010年（平成22年）
  - 7月14日 - 由于暴雨，吴线数處发生塌方、三原站 - 吳站间路線中断[1]。
  - 7月16日 - 廣站 - 吳站间恢复运行。
- 2016年（平成28年）
  - 7月 - JR新廣站開始重新裝修[2]。
  - 10月22日 - 臨時站舎開始營業。
- 2017年（平成29年）
  - 2月4日 - 綠窗口開始營業。臨時站舍終止營業。
  - 3月 - JR新廣站開始重新裝修完成。
- 2018年（平成30年）
  - 7月6日 - 由于2018年7月西日本豪雨，暂停營业。
  - 8月20日 - 广站 - 吳站间部分列车恢复运行。
  - 9月9日 - 广站 - 坂站间恢复运行。

## 車站構造
本站為側式月臺1面1綫的地面車站（停留所）。

## 相鄰車站
西日本旅客鐡道
 吳線
■快速「通勤Liner」、■快速「安藝路Liner」、■普通
廣－新廣－安藝阿賀

## 脚注

### 出典
1. ↑  . 中国新聞 (中国新聞社). 2010-07-17. （原始内容存档于2010-07-21）.
2. ↑   (PDF). 呉市. 2016年6月  [2017-01-29]. （原始内容存档 (PDF)于2017-02-02）.

## 外部鏈接
- 新廣站（JR西日本） （页面存档备份，存于）